# Черниці-Борові (гміна)
Гміна Черніце-Борове (пол. Gmina Czernice Borowe) — сільська гміна у центральній Польщі. Належить до Пшасниського повіту Мазовецького воєводства.
Станом на 31 грудня 2011 у гміні проживало 3947 осіб.

## Площа
Згідно з даними за 2007 рік площа гміни становила 120.31 км², у тому числі:
- орні землі: 87.00%
- ліси: 8.00%

Таким чином, площа гміни становить 9.88% площі повіту.

## Населення
Станом на 31 грудня 2011:
| Опис     | Загалом | Загалом | Чоловіки | Чоловіки | Жінки | Жінки |
| -------- | ------- | ------- | -------- | -------- | ----- | ----- |
| одиниця  | осіб    | %       | осіб     | %        | осіб  | %     |
| все      | 3947    | 100     | 2009     | 50.90    | 1938  | 49.10 |
| міське   | 0       | 100     | 0        |          | 0     |       |
| сільське | 3947    | 100     | 2009     | 50.90    | 1938  | 49.10 |

## Сусідні гміни
Гміна Черніце-Борове межує з такими гмінами: Ґрудуськ, Дзежґово, Красне, Кшиновлоґа-Мала, Опіноґура-Ґурна, Пшасниш, Пшасниш, Реґімін.